# Vladimir Grigorieff
Vladimir Vladimirovitch Grigorieff, né en 1931 à Bruxelles et mort le 15 août 2017, est un érudit, vulgarisateur, poète et pacifiste russe.

## Biographie
De père russe et de mère juive, il est licencié de l’Institut de philologie et d’histoire orientale et slave de l’Université Libre de Bruxelles. Il est connu pour ses livres de vulgarisation philosophique et théologique régulièrement réédités. Il a aussi publié un recueil de haïkus.

Le médecin Ghéorghiï Grigorieff, lui aussi auteur de nombreux ouvrages, est son frère. 
L'écrivain, dramaturge et scénariste Nathan Grigorieff est également son frère, lui aussi auteur de nombreux ouvrages.

## Ouvrages
- Vladimir Grigorieff et Jean-Claude Salemi, Je parle hébreu : Une méthode ultra-rapide, Marabout, coll. « flash », 1983
- Vladimir Grigorieff, Philo de base, Verviers, Marabout, 1983
Vladimir Grigorieff, Philo de base, Verviers, Marabout, 1992
Vladimir Grigorieff, Philo de base, Paris, Eyrolles, 2003, 224 p. (ISBN 978-2-7081-3502-4)
- Vladimir Grigorieff, Philo de base 2 : L'Inde et la Chine, Alleur, Marabout, 1998
Vladimir Grigorieff, Les philosophies orientales : l'Inde et la Chine, Paris, Eyrolles, 2005 (ISBN 978-2-7081-3579-6)
- Vladimir Grigorieff, Les mythologies du monde entier, Alleur, Marabout, 1987
(it) Vladimir Grigorieff, Il mondo dei miti, Armenia, 1987 (ASIN B007JTEW9A)
Vladimir Grigorieff, Les Mythologies du monde entier, Alleur, Marabout, 1988
Vladimir Grigorieff, Les mythologies du monde entier, Alleur, Marabout, 1997
- Vladimir Grigorieff, Religions du monde entier, Alleur, Marabout, 1989
(es) El Gran Libro De Las Religiones Del Mundo, Robinbook, coll. « Horizontes Del Espiritu », 1995, 320 p. (ISBN 978-84-7927-137-4)
Vladimir Grigorieff, Religions du monde entier, Alleur, Marabout, 1996
- Vladimir Grigorieff, Le judeocide : 1941-1944, Bruxelles, Editions Vie ouvriére, 1994
- (es) Vladimir Grigorieff, Mitologias Occidentales, Robinbook, 1998, 247 p. (ISBN 978-84-7927-270-8)
- (es) Vladimir Grigorieff, Mitologias Orientales, Robinbook, 1998, 233 p. (ISBN 978-84-7927-335-4)
- Vladimir Grigorieff, Religions du monde entier : les monothéismes, l'hindouisme et le bouddhisme, Paris, Eyrolles, 2004
- Vladimir Grigorieff, La porte applaudit : haïkus, Filipson, 2005, 160 p., 13 × 13 cm (ISBN 2-930387-19-X)
- Vladimir Grigorieff (scénario) et Abdel de Bruxelles (dessin), Le conflit israélo-palestinien : deux peuples condamnés à cohabiter, Bruxelles, Le Lombard, coll. « La petite bédéthèque des savoirs », 2017